# Mahan Air
Mahan Air — іранська авіакомпанія, що базується в Тегеранському міжнародному аеропорту Імам Хомейні. Mahan Air стала членом IATA в 2001 році. Вона виконує регулярні і чартерні рейси усередині Ірану та за кордон країни.

## Географія польотів
Mahan Air виконує регулярні рейси в 27 міст.

### Внутрішні рейси
| - Ассалуйе - Ахваз - Бендер-Аббас - Дезфул - Іраншехр | - Ісфаган - Керман - острів Кіш - Мешхед - Махшхер | - Шираз - Сірджан - Тегеран - Заболь - Захедан |

### Міжнародні рейси
| Азія - Алмати - Бангкок - Нью-Делі - Лахор - Кочі | - Бахрейн - Дамаск - Дубай - Джидда | Європа - Стамбул - Варна - Дюссельдорф - Бірмінгем - Манчестер - Санкт-Петербург |

## Флот
Через накладені американським урядом щодо Ірану санкцій, до 2008 року Mahan Air була змушена використовувати повітряні судна, що взяті в лізинг у інших авіаперевізників.

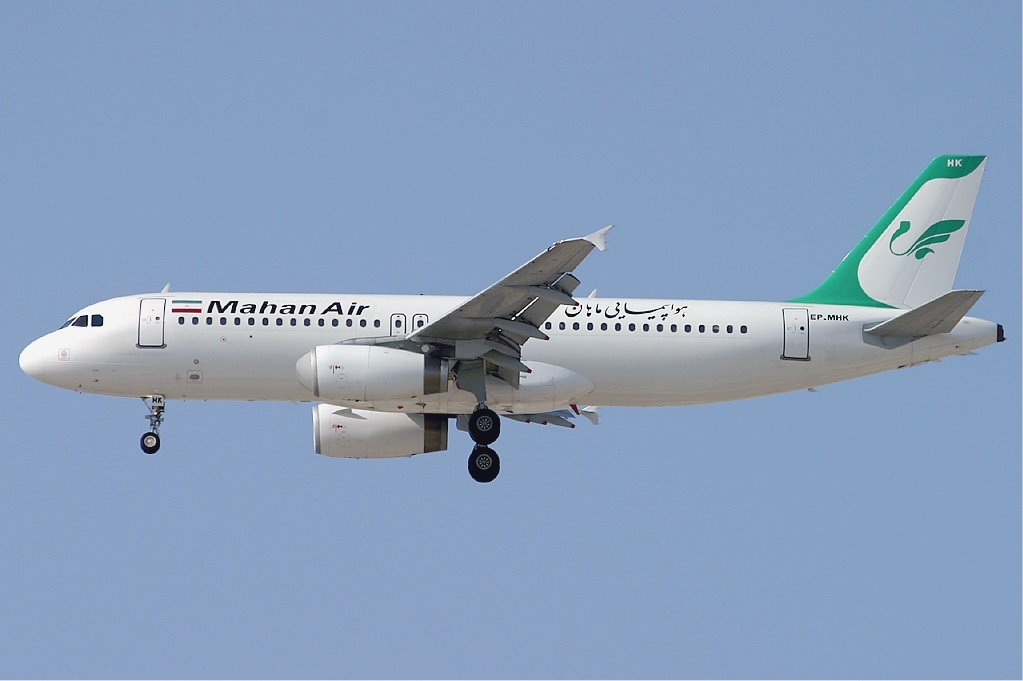
Airbus A320-200 Mahan Air заходить на посадку

У листопаді 2014 року Mahan Air експлуатувала такі літаки:

### Виведені з експлуатації моделі
У різні періоди своєї історії Mahan Air також експлуатувала такі типи повітряних суден:

## Події
7 березня 2005 року Airbus А310, що належить Mahan Air, викотився за межі злітно-посадочної смуги в Міжнародному аеропорту Мехрабад. На борту було 77 пасажирів і 14 членів екіпажу, в результаті інциденту ніхто не постраждав.

## Цікаві факти
- Mahan Air спонсорувала іранську футбольну команду «Персеполіс» у чемпіонаті Ірану з футболу 2005—2006.
- Mahan Air — єдина в Ірані авіакомпанія, що дозволяє своїм співробітникам носити краватки, оскільки перебуває у приватній власності.
- Mahan Air хотіла купити 40 % готелю Dariush Grand Hotel на острові Кіш, однак пропозицію було відкинуто власниками готелю.